# Božo Broketa
Božo Broketa (Dubrovnik, 1922. december 24. – Dubrovnik, 1985. július 26.) horvát labdarúgóhátvéd.
A jugoszláv válogatott tagjaként részt vett az 1948. évi nyári olimpiai játékokon és az 1950-es labdarúgó-világbajnokságon, előbbin ezüstérmet szereztek.